# Nguyễn Tiến Nhật
Nguyễn Tiến Nhật (ur. 5 kwietnia 1990 w Ho Chi Minh) – wietnamski szermierz, szpadzista.
Szermierkę uprawia od 2005. Do rozpoczęcia treningów zainspirowały go zawody olimpijskie w Atenach. Początkowo uprawiał wszystkie konkurencje szermiercze (floret, szabla i szpada)
W 2011 zdobył brązowy medal w szpadzie na igrzyskach Azji Południowo-Wschodniej. Po tym sukcesie zaczął startować tylko w zawodach szpadzistów.
W 2012 wziął udział w turnieju kwalifikacyjnym do igrzysk olimpijskich. Zajął w nim drugie miejsce, dzięki czemu awansował na igrzyska. W ćwierćfinale pokonał Shogo Nishidę 15:13, w półfinale wygrał z Leung Ka Mingiem 15:10, a w finale przegrał z Uzbekiem Ruslanem Kudayevem 7:15.
Na igrzyskach olimpijskich przegrał w pierwszej rundzie z Elmirem Alimżanowem z Kazachstanu 9:15, a w końcowej klasyfikacji uplasował się na 29. pozycji. Był chorążym reprezentacji Wietnamu na tych igrzyskach.
W 2014 roku zdobył brązowe medale indywidualnie i drużynowo na igrzyskach azjatyckich w Inczonie.